# Transfer (groupe)
Pour les articles homonymes, voir Transfer.
Transfer est un groupe de rock espagnol, originaire de Valence. Il est l'un des premiers groupes de rock valenciens ayant émergé dans les années 1990. Il compte huit street-albums.

## Biographie

### Origines
Le groupe est formé en août 1990 sous le nom de Mala Suerte, qui sera changé pour Transfer peu de temps après. À cette période, le groupe se compose de Julián Garrido (batterie), José Miguel Sanz (Abuelo, guitare et voix), José Miguel Jiménez (Genio, guitare et voix), et Antonio Fernández Arispon (Aris, basse et voix). Le batteur Julián quitte le groupe un an plus tard, et est remplacé par le batteur Agustín Ruiz (Kono), avec lequel ils enregistrent leur unique démo, ce qui les aide à se propulser dans leur région (Valence) et ses environs.
En décembre 1993, et janvier 1994, ils enregistrent leur premier album auto-produit, qu'ils se chargent de publier (aussi en vinyle), distribuer et se vendre. Cet album s'intitule Años de rock ´n´ roll y de malos momentos. Avec cet album, ils commencent à jouer en dehors de Valence. En août 1995, ils entrent en studio pour enregistrer ce qui deviendra leur deuxième album studio, La Gran mentira ; le disque est enregistré en août et mixé en octobre de cette même année, aussi la production, l'enregistrement, et le mixage sont effectués par le groupe.

### Fin de sigloetUtopia
Au début de 1997, les deux guitaristes, Abuelo et Genio, quittent le groupe, et sont remplacés par Juancar et Fede. À la fin de cette même année et au début de 1998, leur troisième album, Fin de siglo est publié, après leur signature au label Locomotive Music.
Ils jouent nombre de concerts dans toute l'Espagne, et plusieurs chansons du groupe apparaissent sur des compilations comme Okupa y resiste sur Rockomendados distribuée par le magazine Heavy Rock.
En décembre 1999, ils enregistrent Utopia aux studios Box de Madrid, qui est de nouveau édité par Locomotive Music. Après près d'une centaine de concerts, ils reviennent pour enregistrer à l'été 2001 leur cinquième album, Canciones desencantadas, aux studios RPM de Valence. Aris se consacre au chant. L'album est publié en mars 2002, toujours chez Locomotive. En octobre 2002, Juan Carlos décide de quitter le groupe pour des raisons personnelles ; il est remplacé par un ami de longue date, Víctor Verdejo. Avec cette nouvelle formation, ils réalisent plus de 120 concerts à travers le pays.

### Autres albums et indépendance
En août 2004, ils entrent en studio pour enregistrer un sixième album, Jentes, publié à la fin novembre de cette même année.
À la fin de l'été 2005, Hugo incarne le groupe à la batterie et donne son premier concert avec Transfer le 26 septembre 2005. En 2007, ils sortent leur septième album studio, Que seguues así..., qui comprend 12 nouvelles chansons conservant le style musical qui caractérise le groupe. À la fin de cette même année, ils mettent en ligne leur nouveau site web, transferock.com.
En janvier 2008, Víctor, Hugo et Fede quittent le groupe en raison de divergences concernant l'avenir du groupe. Et après plus d'un an, une nouvelle formation est consolidée et entre aux studios Illogic de Valence pour enregistrer leur huitième album, Cicatrices, 8 46025. Il fait participer Aris (voix), Karlos (basse et chœurs), Ferrán (guitare et chœurs), Fita (guitare) et Aitor (batterie). Avec cet album, ils continuent de tourner à travers le pays, quittant également la péninsule pour visiter les îles Baléares, et se produire dans de petites salles et dans de grands festivals tels que l'Aupa Lumbreiras 2010 et le Viña Rock 2011. 

## Membres
- Ferrán - guitare, chœurs
- Aitor - batterie
- Carlos Cevallos - basse, chœurs
- Aris - chant
- Fita - guitare solo

## Discographie
- 1993 : Años de Rock 'n' Roll y de Malos Momentos
- 1995 : La Gran Mentira
- 1997 : Fin de siglo
- 1999 : Utopía
- 2002 : Canciones desencantadas
- 2004 : Jentes
- 2007 : Que sigues así
- 2010 : Cicatrices, 8 46025